# Hemikyptha marginata
Espèce
Hemikypta marginata est une espèce d'insectes hémiptères de la famille des Membracides, du genre Hemikyptha.

## Dénomination
L'espèce été décrite par l'entomologiste danois Johan Christian Fabricius en 1781.

## Aire de répartition
Elle est présente en Amérique du sud : en Argentine, Bolivie, Brésil, Guyane française et Suriname.